# مزرقة (قارة)

تعديل مصدري - تعديل

مزرقة هي إحدى قرى عزلة قارة بمديرية قارة التابعة لمحافظة حجة، بلغ تعداد سكانها 2355 نسمة حسب تعداد اليمن لعام 2004.